# Das Eismeer
Das Eismeer (De IJszee) is een schilderij, gemaakt in 1823-1824 door de Duitse schilder Caspar David Friedrich (1774-1840). Het bevindt zich sinds 1905 in de collectie van de Hamburger Kunsthalle.

## Beschrijving en duiding
Het schilderij toont een arctisch landschap, met kruiende ijsschotsen waarnaast aan de rechterzijde een deel van de mast en het achtersteven van een gekenterd zeilschip te zien zijn. Volgens de inscriptie is het de HMS Griper, een van de schepen die deelnamen aan een poolexpeditie van William Edward Parry in 1819-1920, een schip dat overigens niet is vergaan.
Het werk wordt doorgaans geduid als een symbool voor een definitief afscheid. De vorm van het gestapelde ijs doet denken aan een graftombe. 